# Pírcing Nefertiti
Un pírcing Nefertiti és un pírcing genital femení que passa per sota del prepuci del clítoris i arriba fins al mont de Venus. És una combinació d'un pírcing vertical al prepuci clitorial (VCH) i un pírcing Christina.
La cicatrització pot ser prolongada tenint en compte la quantitat de teixit que ha de traspassar la joia. Aquest pírcing va ser creat per Shane Munce a la dècada dels noranta com una millora del pírcing Isabella, qué és més arriscat de fer. Per tant, és un tipus de pírcing bastant jove i és menys comú que el pírcing al prepuci clitorial o el pírcing Christina.
El pírcing porta el nom de la reina egípcia Nefertiti, coneguda per la seva extraordinària bellesa, que posa l'accent en els beneficis estètics d'aquest pírcing.
Com a joieria es recomana al principi una agulla flexible de tefló, perquè es pot fer pressió per poder traspassar-la per la perforació. Posteriorment, en un canal més curt, es pot utilitzar un barbell, però no és adequat com a ornament de primera opció.

## Comparació amb pírcings similars
El pírcing Nefertiti és considerat com una alternativa al pírcing al prepuci clitorial i el pírcing Christina: proporciona l'estímul sexual i els beneficis d'un pírcing al prepuci clitorial, però també té un atractiu estètic addicional per part del punt de sortida més alt. A diferència de la majoria dels pírcings genitals femenins, el pírcing Nefertiti és visible en estat normal. En comparació amb el pírcing Christina, té l'avantatge que tendeix a migrar menys, és a dir, que creixi.
Comparat amb la majoria dels altres pírcings genitals, el pírcing Nefertiti té un període de cicatrització llarg, de diversos mesos, degut a la longitud de la perforació.
Igual que el pírcing Christina, hi ha el problema que el pírcing pot interferir amb l'afaitat o la depilació de la zona. No obstant això, es poden considerar altres formes de depilació, com ara la depilació brasilera, o treure directament el pèl amb pinces.